# تنظيم اجتماعي

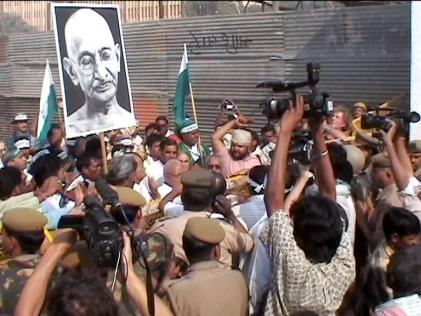

في علم الاجتماع، يمثل التنظيم الاجتماعي نمطًا من العلاقات بين الأفراد والمجموعات الاجتماعية وفيما بينها.
يمكن أن تشمل خصائص التنظيم الاجتماعي صفات مثل التكوين الجنسي والتماسك الزماني المكاني والقيادة والهيكل وتقسيم العمل وأنظمة الاتصالات وما إلى ذلك.
وبسبب هذه الخصائص للتنظيم الاجتماعي، يمكن للناس مراقبة عملهم اليومي ومشاركتهم في الأنشطة الأخرى التي يتم التحكم فيها من أشكال التفاعل البشري. وتشمل هذه التفاعلات: الانتماء، والموارد الجماعية، واستبدال الأفراد، والسيطرة المسجلة. تتفاعل هذه التفاعلات لتشكل ميزات مشتركة في الوحدات الاجتماعية الأساسية مثل الأسرة، والمؤسسات، والنوادي، إلخ.